# Slobidka, Lîpova Dolîna
Slobidka (în ucraineană Слобідка) este un sat în comuna Pidstavkî din raionul Lîpova Dolîna, regiunea Sumî, Ucraina.

## Demografie
Componența lingvistică a localității Slobidka
     Ucraineană (93,18%)
     Rusă (6,82%)
Conform recensământului din 2001, majoritatea populației localității Slobidka era vorbitoare de ucraineană (93,18%), existând în minoritate și vorbitori de rusă (6,82%).